# San Martín Hidalgo
San Martín Hidalgo är en ort i Mexiko.   Den ligger i kommunen San Martín Hidalgo och delstaten Jalisco, i den centrala delen av landet, 500 km väster om huvudstaden Mexico City. San Martín Hidalgo ligger 1 308 meter över havet och antalet invånare är 8 092.
Terrängen runt San Martín Hidalgo är platt åt nordost, men åt sydväst är den kuperad. Runt San Martín Hidalgo är det ganska tätbefolkat, med 96 invånare per kvadratkilometer. Närmaste större samhälle är Ameca, 17,3 km nordväst om San Martín Hidalgo. Trakten runt San Martín Hidalgo består till största delen av jordbruksmark.